# Wojanów
Wojanów (deutsch Schildau) ist ein Ort der Landgemeinde Mysłakowice in der Woiwodschaft Niederschlesien in Polen.

## Geographie

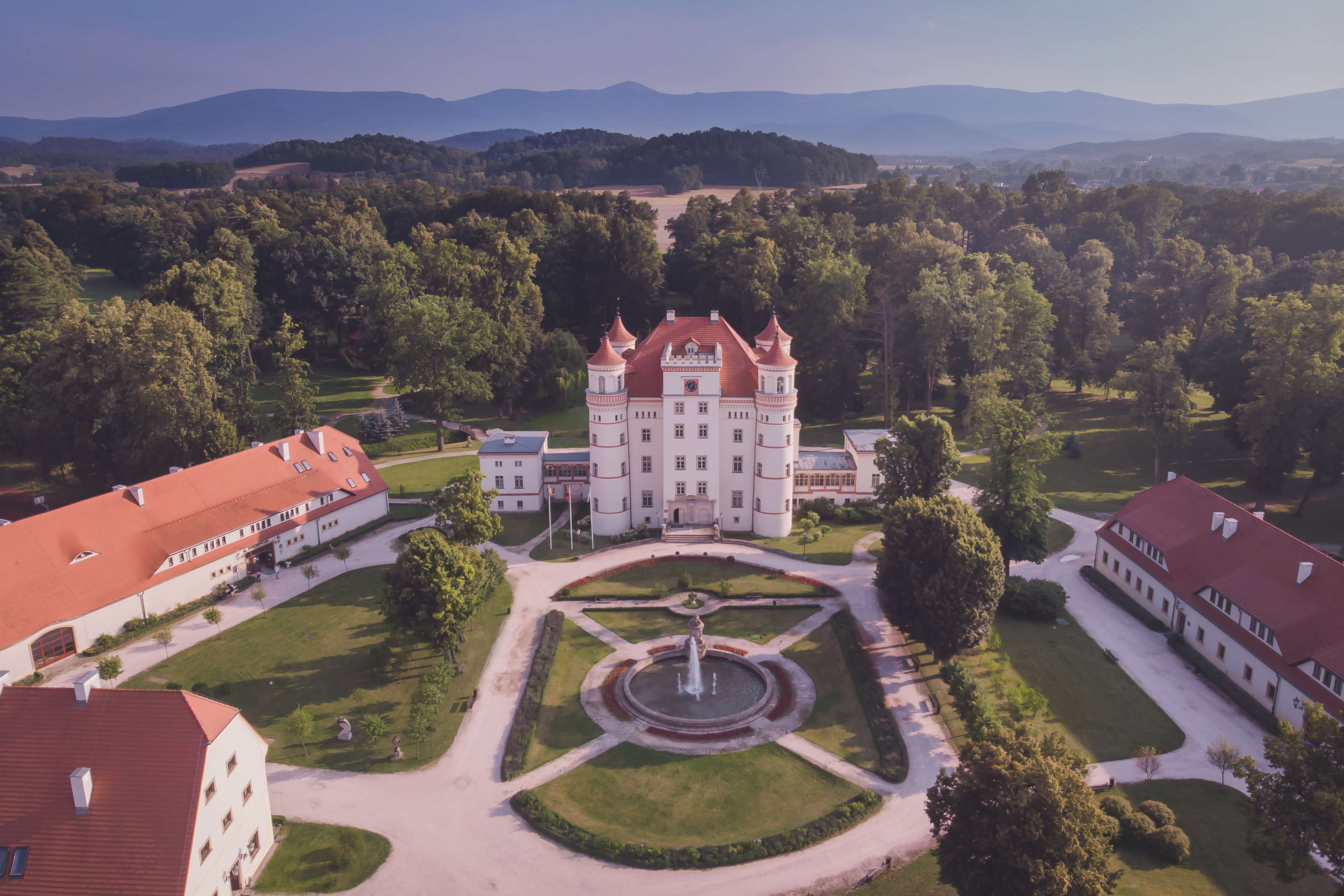
Schloss Schildau mit Blick in Richtung Riesengebirge

Wojanów befindet sich etwa sechs Kilometer nordöstlich vom Gemeindesitz Mysłakowice (Zillerthal-Erdmannsdorf), etwa zehn Kilometer südöstlich der Kreisstadt Jelenia Góra (Hirschberg) und 108 Kilometer südwestlich der Woiwodschaftshauptstadt Breslau.
Es liegt am nördlichen Fuß des Riesengebirges im Hirschberger Tal beidseitig des Bobers (poln. Bóbr) am Landeshuter Kamm. Die Bahnstation, nördlich des Dorfes gelegen, befindet sich an der Bahnstrecke Wrocław Świebodzki–Zgorzelec (Breslau Freiburger Bf–Görlitz).
Nachbarorte sind im Osten Bobrów (dt. Boberstein), im Südosten Karpniki (Fischbach) und im Westen der Gemeindesitz Łomnica (Lomnitz).

## Geschichte

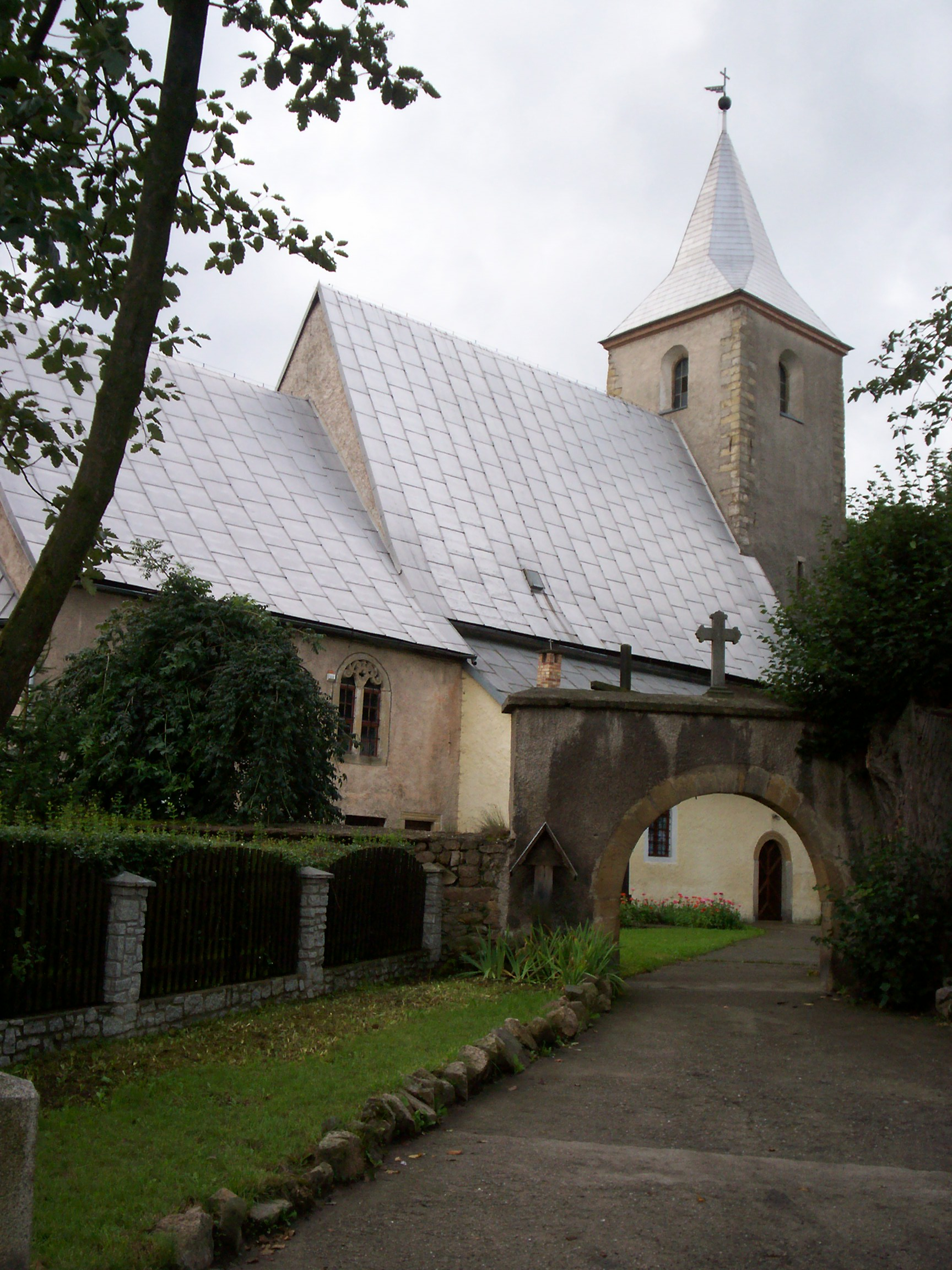
Kirche St. Maria Himmelfahrt

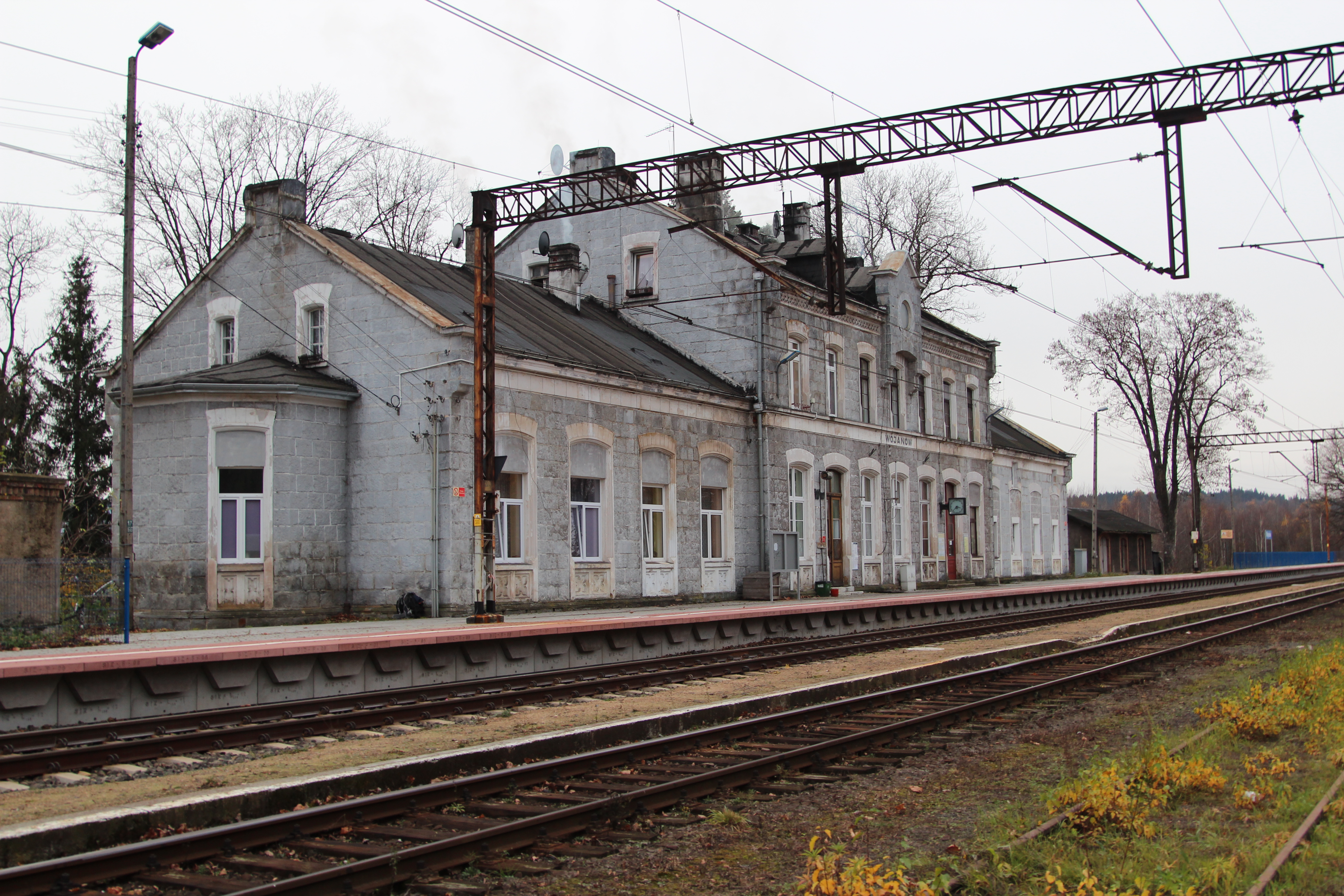
Bahnhof Wojanów

Im Jahr 1281 werden erstmals die Herren von Schildau erwähnt. 1299 wird erstmals ein Schulze für das Dorf erwähnt. 1371 wird der Ort als Schildow erwähnt. Für das Jahr 1318 wird eine erste Kirche im Dorf belegt. Bis 1727 unterlag das Dorf und das Gut Schildau der Familie von Zedlitz. Für 1603 ist der Bau eines Schlosses belegt. Nach den Kämpfen und Plünderungen im Dreißigjährigen Krieg wird das Schloss 1667 wiederaufgebaut.
Nach dem Ersten Schlesischen Krieg 1742 fiel Schildau mit dem größten Teil Schlesiens an Preußen. 1818 gelangte es an den Kreis Schönau. 1874 wurde aus der Landgemeinde Schildau, dem gleichnamigen Gutsbezirk und dem Schloss der Amtsbezirk Schildau Nr. 2 gebildet.
Im Jahr 1839 kaufte König Friedrich Wilhelm III. von Preußen das Landgut von Karl Albrecht Ike und schenkte es seiner Tochter Luise von Preußen (1808–1870) und ihrem Gemahl, dem Prinzen Friedrich von Oranien-Nassau (1797–1881). Der König selbst hatte seinen Sommersitz im benachbarten Schloss Erdmannsdorf, sein Bruder Prinz Wilhelm im benachbarten Schloss Fischbach. Das Schloss Schildau blieb bis 1908 im Besitz der königlichen Familie.
1845 bestand das Dorf aus einem Schloss, einer katholischen Kirche, einer katholischen und evangelischen Kirche, zwei Vorwerken und weiteren 70 Häusern. Im gleichen Jahr zählte das Dorf 428 Einwohner, davon 28 katholisch. 1867 erhielt Schildau eine Bahnstation an der Bahnstrecke zwischen Bahnstrecke Breslau Freiburger Bf–Görlitz mit einer direkten Bahnverbindung nach Hirschberg.
Nach Auslösung des Landkreises Schönau 1932 kam der Amtsbezirk Schildau zum Landkreis Hirschberg im Riesengebirge. 1933 lebten in Schildau 561 Einwohner, 1939 waren es 572. Letzter Gutsbesitzer in Schildau war Konsul Dr. Kurt Effenberg.
Als Folge des Zweiten Weltkriegs fiel das bisher deutsche Schildau 1945 unter polnische Verwaltung. Es wurde zunächst in Szydłów umbenannt und nachfolgend der Woiwodschaft Schlesien zugeordnet. Kurze Zeit später erfolgte die Umbenennung in Ostrzeszów. 1946 erfolgte erneut eine Umbenennung in Sarbiewo, bis kurz darauf Wojanów als fester Ortsname gewählt wurde. 1950 kam Wojanów zur Woiwodschaft Breslau. 1999 kam Wojanów zum Powiat Jeleniogórski (Kreis Jelenia Góra).
Seit 2004 ist die „Pałac Wojanów sp. z o.o.“ (Pałac Wojanów GmbH) Besitzerin des Schloss Schildau, es erfolgte eine gründliche Renovierung von Schloss und Park. Seit dem Jahre 2007 wird es als Hotel, Restaurant und Konferenzzentrum mit Erholungs- und Parkanlage genutzt.

### Einwohnerentwicklung
Die Einwohnerzahlen von Wojanów:
| Jahr | Einwohner |
| ---- | --------- |
| 1786 | 358       |
| 1816 | 321       |
| 1825 | 357       |
| 1840 | 428       |
| 1871 | 530       |
| 1885 | 588       |
| 1905 | 505       |
| 1915 | 542       |
| 1933 | 561       |
| 1940 | 553       |
| 1970 | 508       |
| 1988 | 642       |
| 2000 | 499       |

## Sehenswürdigkeiten
- Schloss Schildau

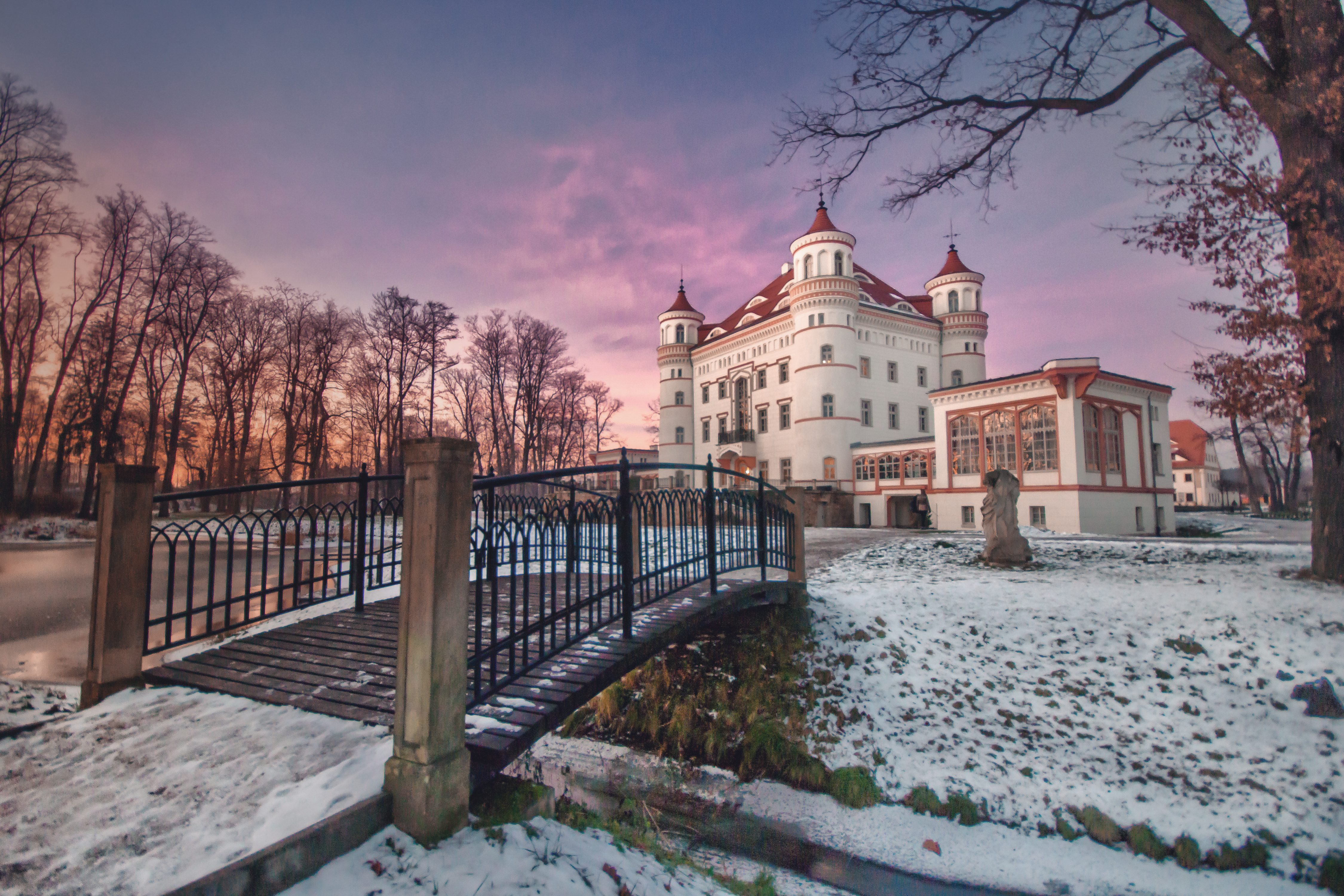
Schloss Schildau mit Parkanlage

- Anschließendes Schlosspark am Bober
- Die römisch-katholische Kirche St. Maria Himmelfahrt (Kościół par. Wniebowziecia NMP) ist eine gotische Kirche, die 1318 erstmals erwähnt wurde. Das Gotteshaus besitzt einen zweijochigen rechteckigen Chor, welcher im Inneren mit einem Kreuzrippengewölbe versehen wurde. An der Westseite befindet sich der quadratische Kirchturm. Die Kanzel stammt aus dem Jahr 1607, der barocke Hauptaltar entstand um 1720. Im Inneren der Kirche befinden sich zahlreiche Gräber, darunter das Grab von Ulrich Schaffgotsch († 1563) sowie die Gräber der Familie von Zedlitz.[7]
- Empfangsgebäudes des Bahnhofes Wojanow